# 乌克兰铁路
乌克兰铁路（羅馬化：Ukrainska zaliznitsya），通称為烏鐵（Укрзалізниця，羅馬化：Ukrzaliznytsia，縮寫 / ），是乌克兰的国营铁路。铁路运输是乌克兰最主要的交通运输方式，国内铁路网覆盖全国绝大部分地区，铁路总里程超过22,300公里，位居欧洲第三位、世界第十三位。截至2009年，乌克兰铁路拥有1340个车站、129个客运枢纽车站、57个机务段和48个车辆段，承担了全国52%的货物运输量和37%的旅客周转量。铁路系统拥有近40万职工，约占全国劳动人口的2%。
乌克兰全国的铁路运输工作由乌克兰基础设施部下辖乌克兰国家铁路运输总局统一管理，全国铁路网根据经济区域划分为六个铁路局，包括顿涅茨克铁路局、利沃夫铁路局、敖德萨铁路局、南方铁路局、西南铁路局和第聂伯河沿岸铁路局。

## 历史

### 沙俄时期

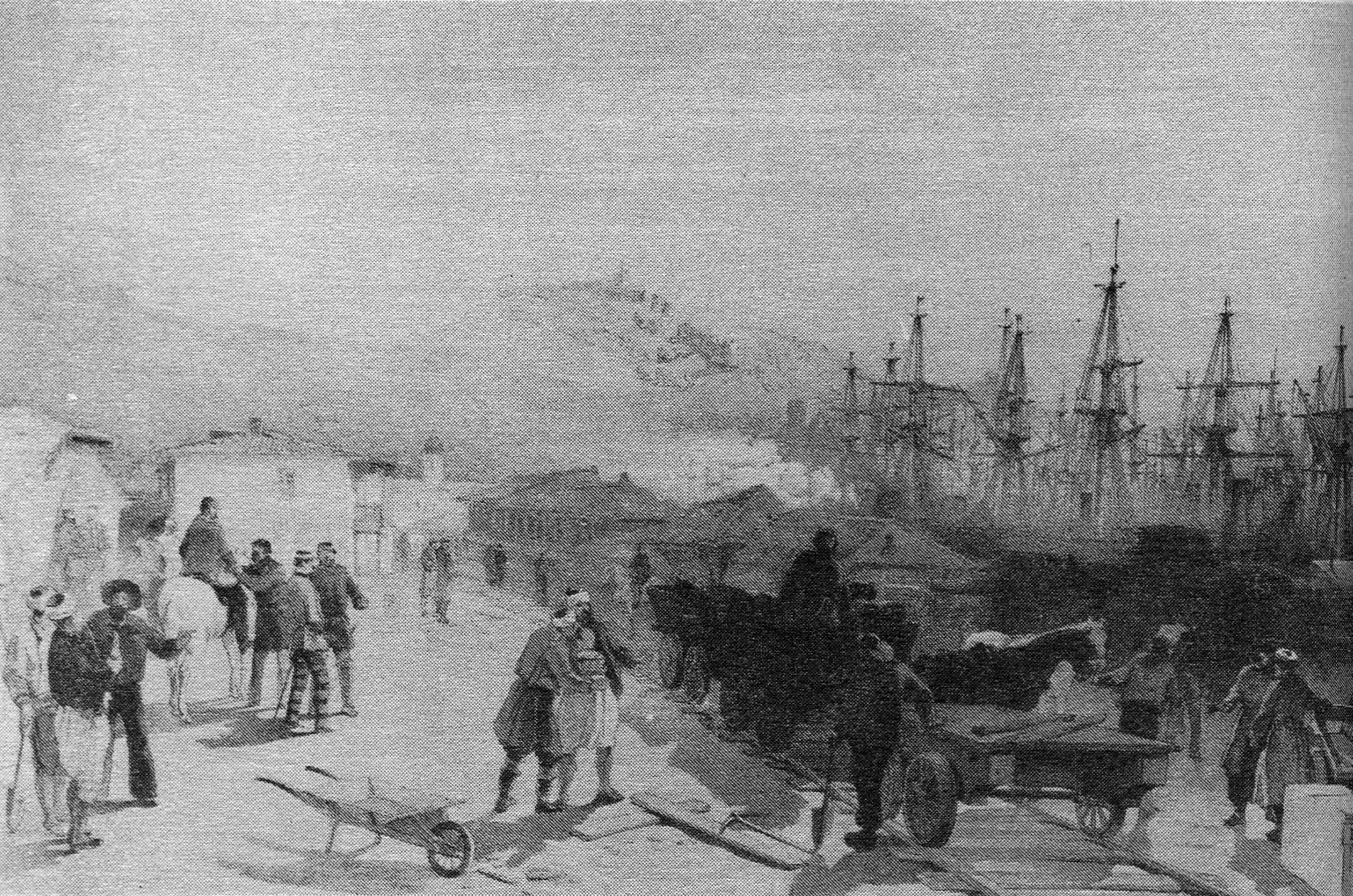
一幅描绘大克里米亚中央铁路的绘画

乌克兰的铁路史可追溯至19世纪中叶，并且和俄罗斯历史有着密切联系。1654年，乌克兰哥萨克与沙俄签订了《鲍格丹·赫梅利尼茨基基本条约》，自此东乌克兰（第聂伯河左岸）与俄罗斯正式结盟。至18世纪末，俄罗斯又相继把西乌克兰（第聂伯河右岸）和黑海北岸大片地区并入沙俄版图，除加利西亚（1772年至1918年间属于奥地利）以外，乌克兰其余地区均在沙皇俄国统治之下。1837年，连接了俄国首都圣彼得堡和皇家行宫的皇村铁路建成通车，成为俄国第一条真正意义上的公用铁路。1851年，莫斯科-圣彼得堡铁路亦建成通车。然而，乌克兰的第一条铁路是在克里米亚战争期间修建的，而建筑者却是英国人而非俄国人。克里米亚战争期间，英国、法国以及萨丁尼亚王国盟军在克里米亚半岛登陆，并发动了塞瓦斯托波尔围城战。为方便为盟军运输和提供补给物资，英国在1855年修建了全长23公里的大克里米亚中央铁路，连接巴拉克拉瓦和塞瓦斯托波尔。
克里米亚战争以俄国的惨败告终，给俄国国内带来了极大的震动。克里米亚战争结束后，沙皇亚历山大二世意识到铁路建设对于国防的重要战略意义，随即批准了由交通部部长梅利尼科夫主持起草的《铁路网发展规划》，这个规划提出将俄国26个省用铁路连接起来，从此揭开了俄国铁路史上第一个建设高潮。1860年代至1870年代，乌克兰的铁路建设逐步加快，先后建成了利沃夫—普热梅希尔铁路（1861年）、敖德萨—巴尔塔铁路（1863年）、利沃夫—切尔诺夫策—雅西铁路（1866年）、茲納緬卡—尼古拉耶夫（1868年）、波尔塔瓦—基辅—布列斯特铁路（1870年）、库尔斯克—哈尔科夫—罗斯托夫铁路（1870年）等主要干线，其中很大部分铁路是为满足粮食运输需要而兴建的，主要从乌克兰的第聂伯河流域的粮食生产区域输送到国内其他地区及出口。至19世纪末，乌克兰的主要铁路网已经形成，连接了乌克兰大多数工业和农业地区的行政中心，以及与主要海港和河港。至1913年，乌克兰的铁路长度已达到15,600公里，也是俄国国内铁路网密度较高的地区之一。铁路不仅方便了旅客和农产品的运输，同时也大大促进了乌克兰煤炭、采矿和冶金工业的发展。

### 苏联时期

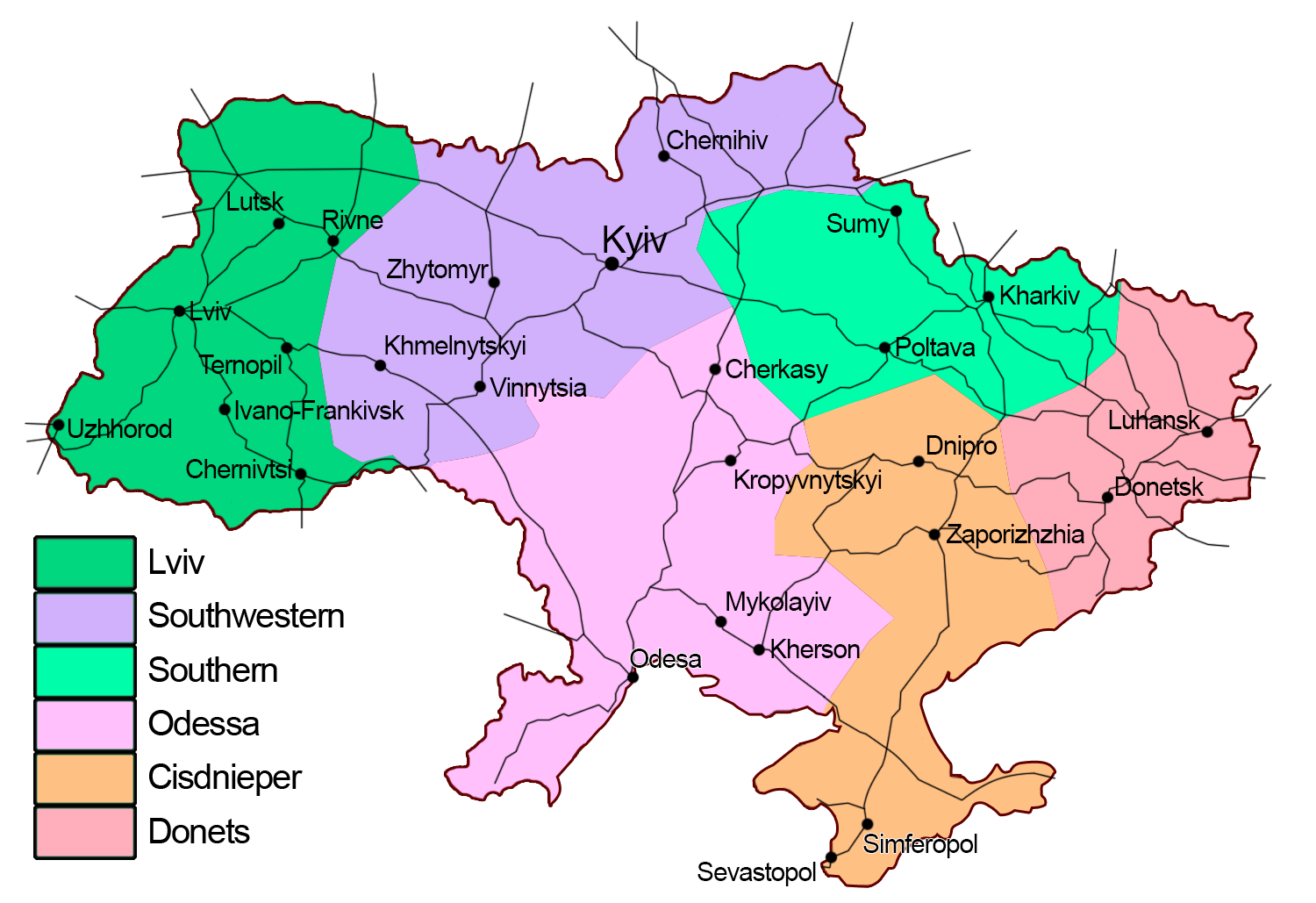
俄烏戰爭前的烏克蘭鐵路管轄区域

1917年2月，圣彼得堡聚集的罢工工人转变为武装革命，随着军队与警察的加入，二月革命成功推翻了沙皇政权，同年3月15日尼古拉二世宣布退位，俄罗斯帝国灭亡。同年的十月革命推翻了俄国临时政府，俄罗斯建立了以列宁领导、布尔什维克党为首的苏维埃政权，称为苏维埃俄国。与此同时，乌克兰民族主义者也在基辅建立了资产阶级民族政权"中央拉达"，并宣布乌克兰独立，成立乌克兰人民共和国。1917年底，东乌克兰地区建立了苏维埃政权﹐成立乌克兰苏维埃社会主义共和国。1918年2月，乌克兰苏维埃政权由哈尔科夫迁至基辅，并将基辅定为首都。1922年12月30日，由俄罗斯、乌克兰、白俄罗斯和外高加索联邦共同组成的苏维埃社会主义共和国联盟（简称苏联）正式成立。
和其他加盟共和国一样，乌克兰的铁路由交通人民委员部（1946年改名为交通部）统一管理。1920年代，苏联进入俄国内战结束后的国民经济恢复时期。由于新经济政策的实施，苏联铁路运输的恢复速度很快。至1923年，全国大部分铁路均已经完成修复，机车车辆的不良率大幅下降，劳动生产率得到较大提高。在第二次世界大战前的头三个五年计划期间，苏联铁路运营里程从1928年的7.69万公里增长到1940年的10.53万公里。1935年，俄罗斯国家电气化委员会开始对乌克兰铁路的运输繁忙区段进行电气化。在战前的五年计划期间，乌克兰境内新建成超过5,000公里的铁路，铁路技术水平亦得到很大提高。E型蒸汽机车、Su型蒸汽机车、FD型蒸汽机车及IS型蒸汽机车等标准化机车被广泛运用，提高了列车重量及运行速度。运输组织方面，苏联于1935年首次编制及实行了全国铁路列车运行图，取代了以往的区段制运行图，以提高铁路运输工作的协调性。
1941年6月，纳粹德国对苏联发动全面进攻，战火首先烧到乌克兰，由此开始了长达四年的苏德战争。在战争期间，苏联铁路承担了前所未见的运输任务，不仅要配合作战攻势将部队及军用物资及时地从后方运输到前线，还要完成将西部地区工业基地转移到西部的撤退运输。战争对铁路运输造成巨大的破坏，大量轨道、桥梁、车站、仓库等基础设施被摧毁。战争结束后，苏联开始了恢复和发展国民经济的第四个五年计划，要求短时间内将铁路运输全面恢复到战前的水平，主要任务包括修复铁路基础设施、缩短车辆周转时间，并对许多铁路进行复线化改造。1951年，乌克兰的卢甘斯克机车制造厂开始生产柴油机车，并于1956年停产蒸汽机车。从1950年代起，随着国民经济的发展，苏联铁路运输量持续快速增长。至1975年，苏联铁路货物运输量为36.2亿吨，货物周转量达到32362亿吨公里，占当时世界铁路货运总周转量的一半。

### 独立之后
1991年，随着苏联国内政治形势的急剧变化，多个加盟共和国先后宣布独立。1990年7月16日，乌克兰最高苏维埃通过《乌克兰国家主权宣言》。八一九事件发生后，乌克兰最高苏维埃于1991年8月24日正式宣布脱离苏联独立，改国名为乌克兰，乌克兰全境的铁路暂时由西南铁路局全权管理。1991年12月8日，乌克兰、俄罗斯和白俄罗斯的领导人在明斯克签署《别洛韦日协定》，宣布苏联不再存在，并成立独立国家联合体。各加盟共和国独立后，即着手建立本国的铁路运输管理机构。1991年12月14日，乌克兰部长内阁签署了356号决议《关于成立乌克兰国家铁路运输总局的决定》。1992年1月，乌克兰正式成立了具有国家及经济管理职能的国家铁路运输总局（Укрзалізницею），继承了前苏联32个铁路局的其中6个。而铁路财产分割方面，在乌克兰境内铁路上的所有固定设备，以及包括机车车辆等运输设备，都按原配属关系成为乌克兰铁路系统的财产。1992年9月，乌克兰铁路正式成为国际铁路联盟（UIC）和铁路合作组织（ОСЖД）的成员，国家代码为“UZ”，国家代号为“22”。
自2014年俄羅斯併吞克里米亞起，烏克蘭鐵路失去對克里米亞半島上鐵路的實際管轄權；而第聂伯河沿岸铁路局位於當地的機構，亦被俄罗斯联邦占领當局強行改編為「克里米亞鐵路公司」。

## 旅客运输

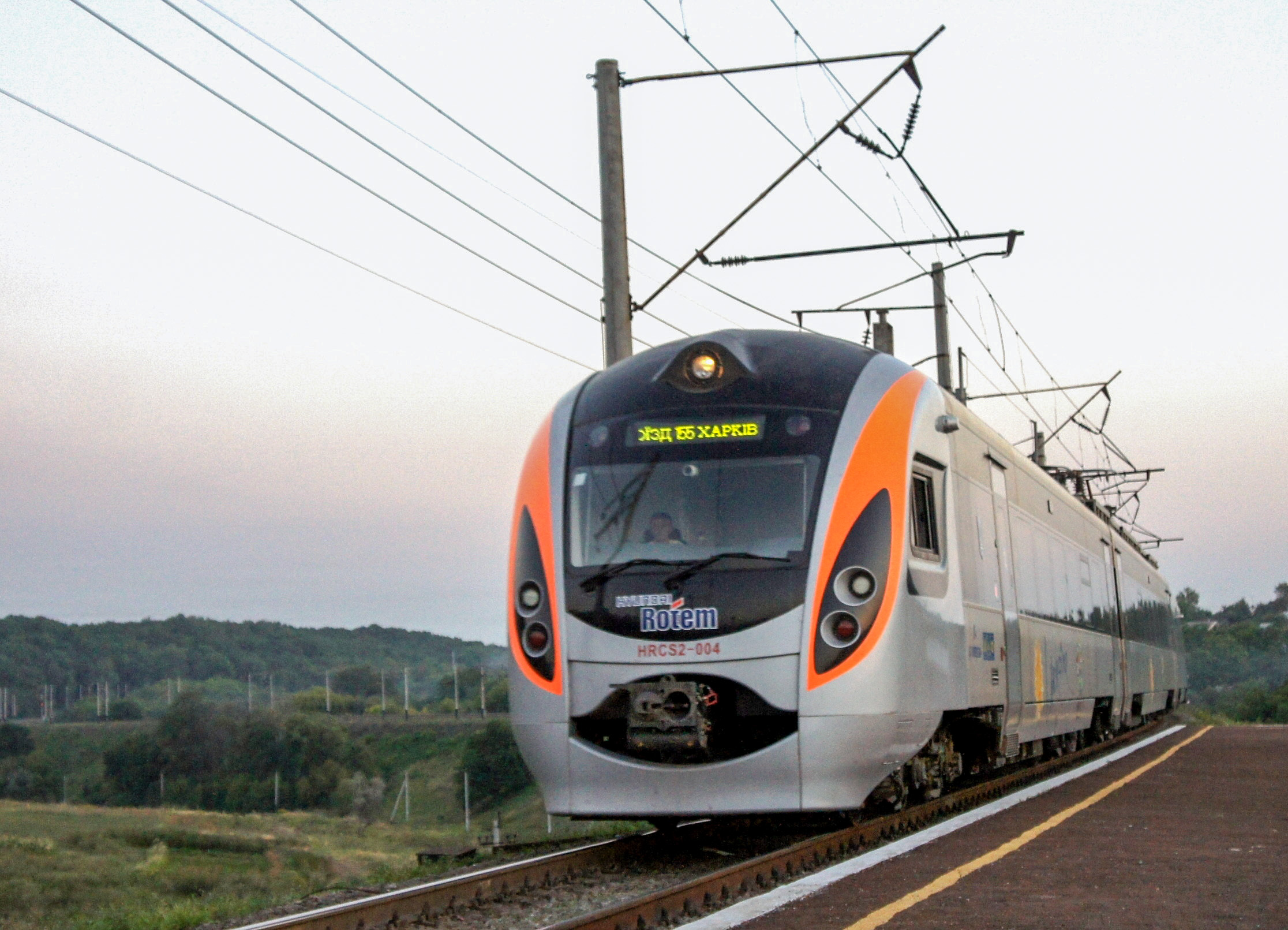
乌克兰的新型城际列车

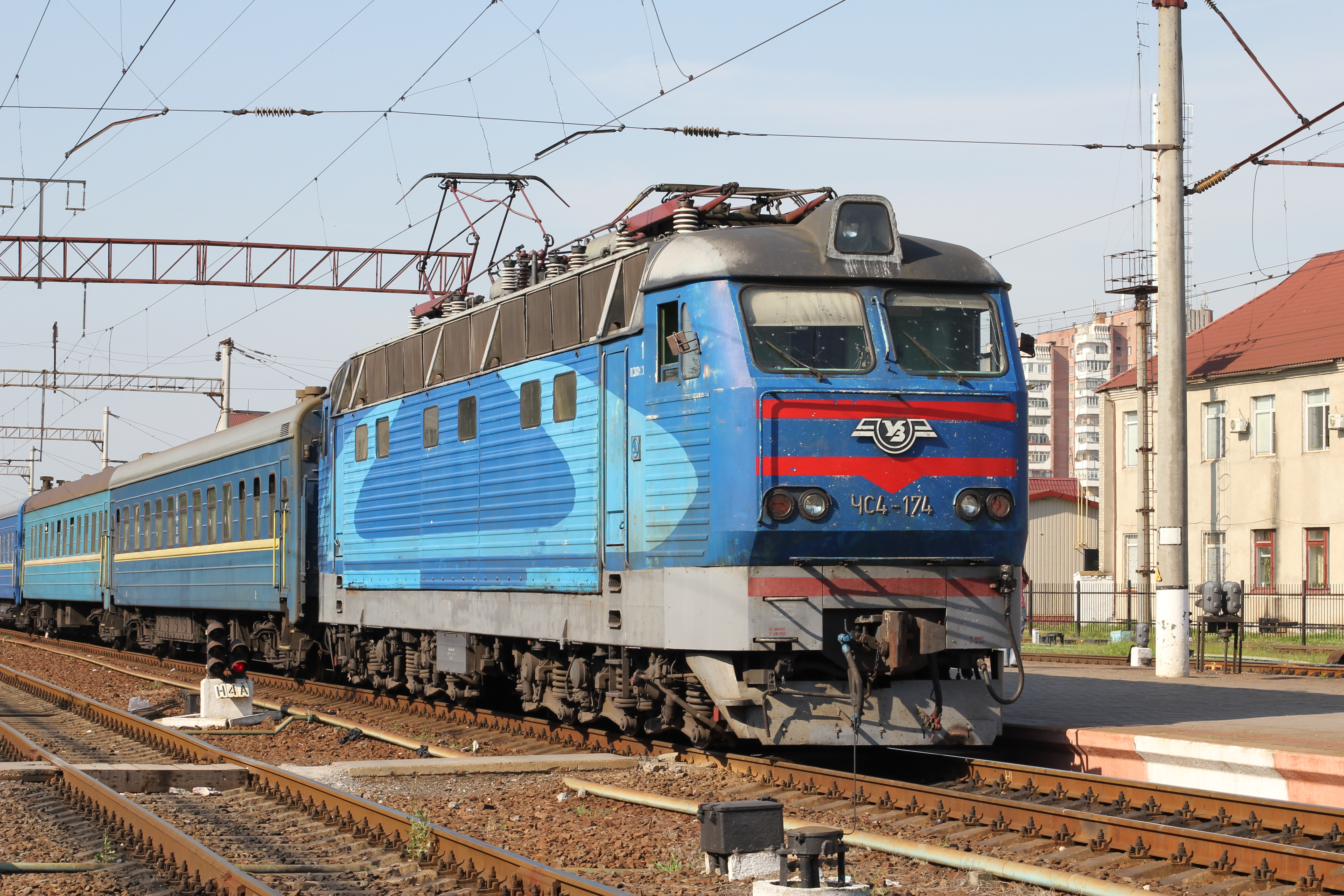
乌克兰的长途旅客列车

从2011年4月27日起，根据乌克兰基础设施部的审议和批准的第504/2011号决议，乌克兰铁路开始实施新的旅客列车分类系统，以提高铁路客运服务质量。新分类系统完全符合欧盟对铁路旅客列车等级分类的相关规定，并具有同等的乌克兰语和英语名称及缩写，以提高列车等级的一致性和清晰性。
- 日间旅客列车
  - 欧城列车（Євро Сіті，EС）：由乌克兰铁路与其他国家铁路运营商合作运营的国际联运快速旅客列车，平均运行速度为90公里/小时以上，最高运行速度可达200公里/小时，提供较高水平的服务。
  - 城际列车+（Інтер Сіті+，ІС+）：由乌克兰铁路运营的国内快速城际旅客列车，平均运行速度为90公里/小时以上，最高运行速度可达200公里/小时，提供较高水平的服务。
  - 城际列车（Інтер Сіті，ІС）：由乌克兰铁路运营的国内快速城际旅客列车，平均运行速度为70～90公里/小时，最高运行速度可达160公里/小时。
  - 区域快车（Регіональний експрес，РЕ）：由乌克兰铁路运营的国内区域通勤快速旅客列车，平均运行速度为70～90公里/小时，最高运行速度可达140公里/小时。
  - 区域列车（Регіональний поїзд，PП）：由乌克兰铁路运营的国内区域通勤普通旅客列车，平均运行速度为70公里/小时或以下，最高运行速度可达120公里/小时。
- 夜间旅客列车
  - 欧洲夜车（Євро Найт，EN）：由乌克兰铁路与其他国家铁路运营商合作运营的国际联运夜间快速旅客列车，平均运行速度为90公里/小时以上，最高运行速度可达200公里/小时，提供较高水平的服务。
  - 夜间特快（Нічний експрес，НЕ）：国内运行或国际联运的长途特快夜间旅客列车，由乌克兰铁路运营或与其他国家铁路运营商合作运营，平均运行速度为70～90公里/小时，最高运行速度可达160公里/小时，提供较高水平的服务。
  - 夜间快车（Нічний швидкий，НШ）：国内运行或国际联运的长途快速夜间旅客列车，由乌克兰铁路运营或与其他国家铁路运营商合作运营，平均运行速度为50～70公里/小时，最高运行速度可达140公里/小时。
  - 夜间列车（Нічний пасажирський，НП）：由乌克兰铁路运营的国内长途夜间普通旅客列车，平均运行速度为50公里/小时或以下，最高运行速度可达140公里/小时。

## 对外连接
烏克蘭與鄰國皆有鐵路連接，由於曾為蘇聯的加盟國，軌距是1524mm的寬軌，使得一部份跨國列車需在國界更換轉向架。波蘭於2000年開發出軌距轉換系統SUW 2000，可節省更換轉向架的時間。
- 1524mm寬軌：
  -  俄羅斯
  -  白俄羅斯
  -  摩尔多瓦

- 1435mm標準軌：
  -  羅馬尼亞
  -  匈牙利
  -  斯洛伐克（斯洛伐克貨運鐵路公司同時具有1524mm寬軌）
  -  波蘭